# Hohenerxleben
Hohenerxleben is een plaats en voormalige gemeente in de Duitse deelstaat Saksen-Anhalt, en maakt deel uit van de Landkreis Salzlandkreis.
Hohenerxleben telt 888 inwoners.